# Нурмухамедова, Наталья Саттыевна
Наталья Саттыевна Нурмухамедова (род. 20 сентября 1951) — советская и узбекская певица, исполнитель эстрадных песен на узбекском и русском языках, народная артистка Узбекистана, Лауреат Премии Ленинского комсомола Узбекистана.

## Биография
Родилась в семье музыканта. Отец был одним из лучших флейтистов Ташкента. Играл в оркестрах и театрах. Мать — русская, с Алтая. Ветеран войны, участвовала в войне с японцами на Дальнем Востоке. Войну закончила во Владивостоке. У Натальи есть старшая сестра Лариса.
Наташа пела с детства. Училась в престижной ташкентской музыкальной школе им. В. Д. Успенского. Тогда же начала выступать перед зрителями. После окончания музыкальной школы поступила в консерваторию в Ташкенте по классу скрипки.
Первый раз вышла на сцену в 15 лет в ансамбле ташкентского дома культуры «Коммунальник». После этого она сотрудничала со многими клубными ансамблями, где пели и советские, и зарубежные песни. На слух, например, подбирали «Битлз», сочиняли тексты на русском языке. В ансамбли ее приглашали за безукоризненный слух, звонкий, чистый голос.
С 16 лет молодая певица стала успешно участвовать в музыкальных конкурсах. В каждом из них занимала все более высокие позиции на ташкентской музыкальной сцене. В 1969 г. приобрела известность городского масштаба, прекрасно выступив как солистка рок-группы «Спектр» с песней «Взгляд» на одном из ташкентских конкурсов самодеятельной песни.
В силу природной одаренности и склада характера Наталья инстинктивно тяготела к импровизации, поэтому услышав пластинку Эллы Фицджеральд, она «заболела» джазом и его стилистика стала фирменным элементом ее творчества.
В 1971 г. Наталью Нурмухамедову - студентку второго курса Ташкентской консерватории по классу скрипки - пригласили в ансамбль архитектурного факультета политехнического института «Синтез», тяготевший к джаз-року. С ним она успешно выступила на Всесоюзном телевизионном конкурсе «Алло, мы ищем таланты» в 1972 г. с узбекской песней «Вохай бола», где ансамбль занял второе место. После выступления в Москве «Синтез» пригласили на работу в Узбекконцерт. С ансамблем Наталья побывала на гастролях по Средней Азии, на Украине, в Молдавии.
Во время учебы в консерватории в 1973 г. ведущий эстрадный артист Узбекистана Батыр Закиров пригласил Наталью как солистку на роль Невесты в созданный годом раньше Ташкентский мюзик-холл для участия в эстрадном спектакле «1973-е путешествие Синдбада-Морехода». В мюзик-холле Наталья проработала до 1978 г., когда в силу разных причин он был закрыт. В те же годы она не оставляла сотрудничества и с другими ансамблями.
В 1976 г. Наталья стала дипломантом Всесоюзного конкурса политической песни в Риге с песней «Русские березы» ташкентского композитора Евгения Ширяева.
Большой успех пришелся на 1977 г. когда с песней «Лань»  Наталья Нурмухамедова стала лауреатом всесоюзного телевизионного конкурса «С песней по жизни». После этого для нее реально открылись эстрадные сцены страны.
Три года певица работала в Росконцерте. В конце 70-х гг. сотрудничала с ансамблями «Алые маки», «Чаривни гитары» и другими советскими эстрадными коллективами.
В 1980-82 гг. Наталья Нурмухамедова работала солисткой эстрадно-симфонического оркестра радио и телевидения Узбекистана..Сделала в это время много студийных записей, часть которых вошла в ее первый альбом «Музыка лета» (1981).
В 1983 году стала лауреатом Первой премии «Всесоюзного конкурса на лучшее исполнение песен стран социалистического содружества «Крымские зори» в Ялте с песней «Кыз бола» («Озорница»). С этой песней получила 1-ю премию на международном фестивале «Дрезден-84».
Выступления Натальи часто включались в такие телепередачи, как «Утренняя почта», «Голубой огонёк» и другие. Она принимала участие во многих европейских фестивалях джазовой и поп-музыки. Среди них, например, в 1984 г. – «Зелена Гура» в Польше, «Поп-86» - в Венгрии.  Выступала в Югославии, Чехословакии, Швейцарии, на Кубе. В 1986 г. с песней «Танец на воздушных шарах» Наталья вышла в финал фестиваля «Песня года».
В конце 80-х была солисткой ташкентского Ансамбля Современной Музыки (АСМ) под руководством Григория Пушена, впоследствии группа «Анор».
В 1980-х годах записала несколько сольных пластинок. Песни «Канатоходцы» (вместе с ансамблем «Ялла»), «Малиновый сироп» и другие включались в программы таких телепередач, как «Утренняя почта», «Голубой огонёк» и другие.
С 1994 года живёт в Москве, работает в «Москонцерте», участвует в концертах, телепередачах. 2,5 года преподавала в Государственной академии славянской культуры.
Начиная с 1998 года в течение десяти лет Наталья Нурмухамедова несколько раз участвовала в крупнейшем европейском международном музыкальном ретро-фестивале «Золотой Шлягер», проходившем в Могилеве и еще примерно в 40 городах Белоруссии и России. В нем выступали многие советские и зарубежные звезды.
В 2008 году Наталья включилась в аналогичный ретро-проект «Имена на все времена». Тогда у нее вышли СD «Золотая коллекция ретро» (34 песни) и двойной CD MP3 «Лучшие песни» (85 песен). После 2018 г. Наталью пригласили также в ретро-проект «Билет в СССР», в программе которого золотые хиты советской эстрады 1970-80-х гг. Проект существует и сегодня.
В 2018 году певица приняла участие в шоу «Голос 60+». Исполнительница не смогла пройти дальше «слепых прослушиваний». К ней не повернулись наставники, так как ее никто не узнал. Этот факт женщина не приняла за поражение. Она не сильно расстроилась и продолжила дальше заниматься творчеством и обустройством уюта в семье.
За годы творческой карьеры у Натальи Нурмухамедовой сложился богатый репертуар более чем из трехсот песен,  но сохранились в студийных записях около трети. Очень оригинально звучит в репертуаре певицы попурри  хорошо известных шлягеров: «Уч кудук», «Чайхана», «Шахризябс», «Наманганские яблоки», «Салом» и других. Великолепно исполняет Наталья Нурмухамедова «Наш блюз» вместе с Биг Бэндом имени Батыра Закирова.
В последнее время Наталью часто приглашают в жюри детских музыкальных конкурсов.
Состоит в браке в 10-й раз. Одна дочь — Анастасия.

## Дискография
- «Ты мне песню подари / Песня о рыцаре / Проходит время» (1982) EP Мелодия - C62-16717-18
- «Сердце Джульетты / Моя песенка» EP Мелодия - С62-16083-84
- «Музыка лета» (1981) LP Мелодия - C60 23353 002
- «Малиновый сироп» (1988) LP Мелодия - С60-27169
- «Золотая коллекция ретро» (2008) - СD Bomba Music - BoMB 033-522/523
- «Наталья Нурмухамедова. Лучшие песни» (2008) – CD Bomba Music